# Bahnstrecke Weesp–Lelystad
| Die Strecke über der A 1 nahe Amsterdam |                      |                                |                                |
| |                      |                                |                                |
| Streckenlänge: | 45,4 km              |                                |                                |
| Spurweite: | 1435 mm (Normalspur) |                                |                                |
| Stromsystem: | 1500 V =             |                                |                                |
| Streckengeschwindigkeit: | 140 km/h             |                                |                                |
| |                      |                                |                                |
| Streckenverlauf |                      |                                |                                |
| \| \| \| von Amsterdam und von Schiphol \| \| \| \| 0,000 \| Weesp \| Weesp \| \| \| \| von und nach Amersfoort \| \| \| \| \| Zandhazenbrug (A 1) \| \| \| \| \| IJmeer/Gooimeer \| \| \| \| 7,850 \| Almere Strand \| Almere Strand \| \| \| 9,140 \| Almere Poort \| Almere Poort \| \| \| 11,708 \| \| \| \| \| 13,067 \| Almere Muziekwijk \| Almere Muziekwijk \| \| \| 15,139 \| Almere Centrum \| Almere Centrum \| \| \| 16,984 \| Almere Parkwijk \| Almere Parkwijk \| \| \| 20,066 \| Almere Buiten \| Almere Buiten \| \| \| 21,896 \| Almere Oostvaarders \| Almere Oostvaarders \| \| \| 37,500 \| Lelystad Zuid geplant \| Lelystad Zuid geplant \| \| \| 39,970 \| Lelystad Centrum \| Lelystad Centrum \| \| \| 42,900 \| nach Zwolle \| nach Zwolle \| \| \| 45,400 \| Lelystad Opstelterrein \| Lelystad Opstelterrein \| |                      |                                |                                |
| Strecke |                      | von Amsterdam und von Schiphol | von Amsterdam und von Schiphol |
| Bahnhof | 0,000                | Weesp                          | Weesp                          |
| Abzweig geradeaus, nach rechts und von rechts |                      | von und nach Amersfoort        | von und nach Amersfoort        |
| Brücke |                      | Zandhazenbrug (A 1)            | Zandhazenbrug (A 1)            |
| Brücke über Wasserlauf |                      | IJmeer/Gooimeer                | IJmeer/Gooimeer                |
| ehemaliger Haltepunkt / Haltestelle | 7,850                | Almere Strand                  | Almere Strand                  |
| Haltepunkt / Haltestelle | 9,140                | Almere Poort                   | Almere Poort                   |
| Überleitstelle / Spurwechsel | 11,708               |                                |                                |
| Haltepunkt / Haltestelle | 13,067               | Almere Muziekwijk              | Almere Muziekwijk              |
| Bahnhof | 15,139               | Almere Centrum                 | Almere Centrum                 |
| Haltepunkt / Haltestelle | 16,984               | Almere Parkwijk                | Almere Parkwijk                |
| Haltepunkt / Haltestelle | 20,066               | Almere Buiten                  | Almere Buiten                  |
| Bahnhof | 21,896               | Almere Oostvaarders            | Almere Oostvaarders            |
| ehemaliger Haltepunkt / Haltestelle | 37,500               | Lelystad Zuid geplant          | Lelystad Zuid geplant          |
| Bahnhof | 39,970               | Lelystad Centrum               | Lelystad Centrum               |
| Abzweig geradeaus und nach rechts | 42,900               | nach Zwolle                    | nach Zwolle                    |
| Betriebs-/Güterbahnhof Streckenende | 45,400               | Lelystad Opstelterrein         | Lelystad Opstelterrein         |

Die Bahnstrecke Weesp – Lelystad oder Flevolijn, verbindet Weesp und Lelystad. Sie war bis Dezember 2012 die einzige Bahnstrecke der niederländischen Provinz Flevoland. Die Streckenlänge beträgt etwa 45 Kilometer.

## Geschichte

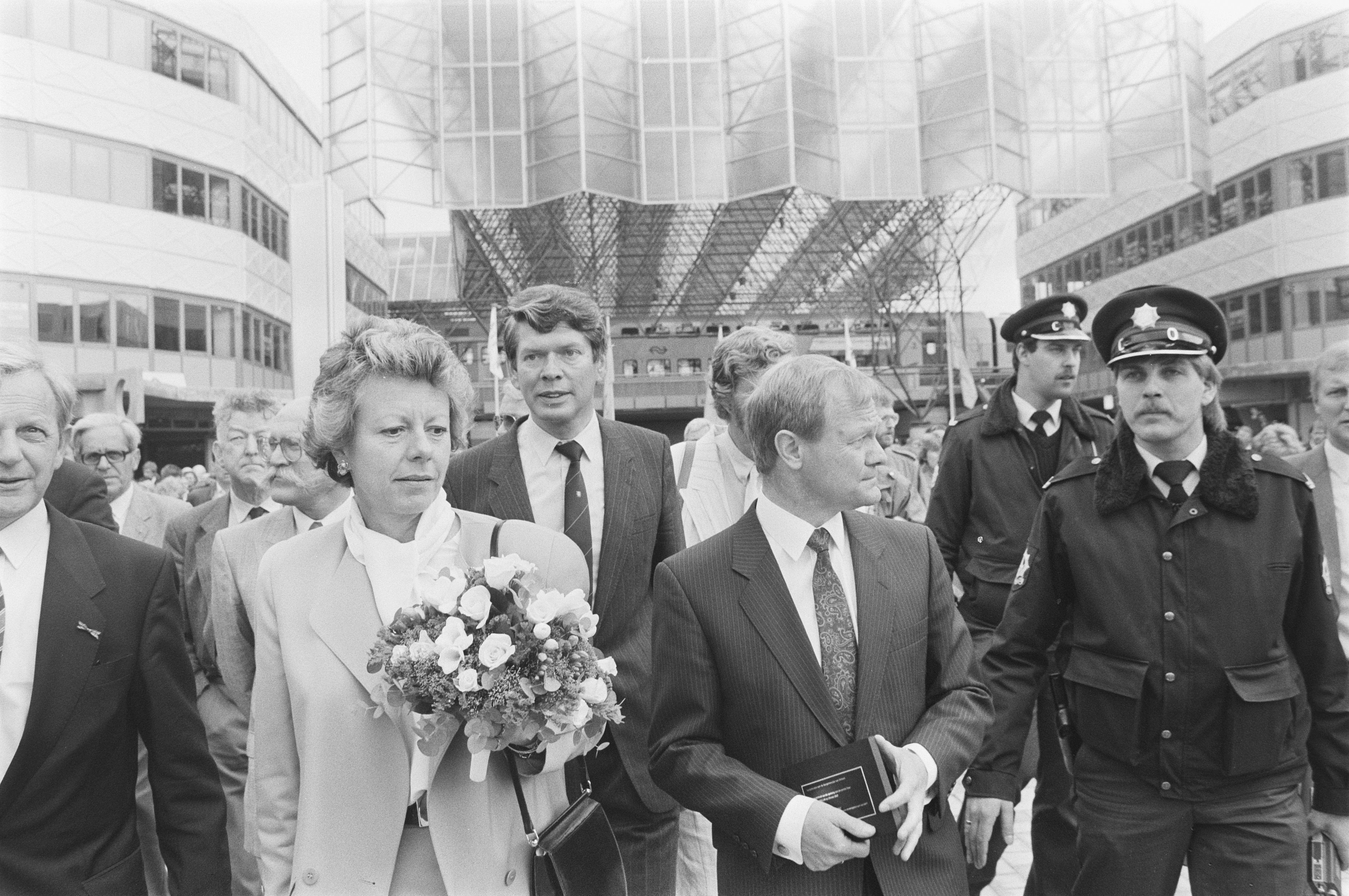
Niederlandes Verkehrsministerin Neelie Smit-Kroes am Bahnhof Almere Centrum anlässlich der Eröffnung der Flevolijn, 6. Mai 1987

Flevoland besteht aus Gebieten, die durch Landgewinnung dem IJsselmeer abgerungen wurden. 1973 fiel der Beschluss zum Bau der Strecke, der 1981 begann. Der erste Abschnitt der Strecke zwischen Weesp und Almere Buiten wurde am 29. Mai 1987 eröffnet. Der Verkehr auf der Strecke wurde jedoch erst einen Tag später offiziell aufgenommen. Der Streckenabschnitt zwischen Almere Buiten und Lelystad Centrum wurde am 28. Mai 1988 eröffnet. Die Stationen Almere Parkwijk und Almere Oostvaarders wurden erst 1996 beziehungsweise 2004 eröffnet. Der Bahnhof Almere Poort wird seit Einführung des Fahrplans 2013 am 9. Dezember 2012 bedient. Der Bahnhof Lelystad Zuid befand sich 2019 in der Planung.
Mit der Inbetriebnahme des Gooiboog wurde eine Direktverbindung von der Flevolijn Richtung Utrecht unter Umgehung von Weesp hergestellt. Mit dem Bau der Hanzelijn wurde die Flevolijn um rund fünf Kilometer nach Norden verlängert, wo ein Abstellbahnhof entstand. Nach der Eröffnung der Hanzelijn bestand eine durchgehende Verbindung von der Randstad durch Flevoland und über Zwolle in die nördlichen Niederlande.
Ursprünglich war die Absicht, diese Bahnlinie direkt durch das Naturentwicklungsgebiet Oostvaardersplassen zu bauen. Nach Protesten der Naturschutzbewegung entschied sich 1981 der damalige Verkehrsminister, die Linie um die Oostvaardersplassen herum zu führen. Seitdem wird dieser Streckenteil seiner Form nach umgangssprachlich die Badewannestrecke genannt.

## Personenverkehr
In der Anfangszeit fuhr halbstündlich ein Stoptrein zwischen Lelystad und Amsterdam Centraal. Er wurde während des Berufsverkehrs um einen halbstündlich verkehrenden Stoptrein in gleicher Relation verstärkt. Letzterer hielt in Lastrichtung an allen Unterwegshalten, in der Gegenrichtung nur in Almere Centrum. Mit der Eröffnung der südlichen Schiphollijn 1993 weiteten die Nederlandse Spoorwegen das Angebot aus. Es fuhren jeweils halbstündlich ein Sneltrein zwischen Amsterdam Centraal und Lelystad mit Halt in Almere Centrum sowie ein Stoptrein zwischen Lelystad und Den Haag Centraal mit Halt an allen Stationen. Werktags kam ein halbstündlich fahrender Stoptrein zwischen Amsterdam und Almere Buiten hinzu. Ab Mai 1995 fuhren stündlich ein Sneltrein Schiphol Airport – Lelystad, ein Sneltrein Enkhuizen – Amsterdam – Lelystad, sowie die Stoptrein-Verbindungen von Lelystad nach Amsterdam und Den Haag. Die Sneltrein hielten fortan auch in Almere Buiten und Weesp. Ab Mai 1998 fuhren jeweils halbstündlich ein Stoptrein Lelystad – Amsterdam Zuid – Hoofddorp und Almere Buiten – Amsterdam Centraal. Letzterer fuhr einige Jahre weiter bis Enkhuizen. Hinzu kam ein handstündlich verkehrender Sneltrein zwischen Lelystad und Amsterdam Centraal. Der Sneltreinhalt in Weesp entfiel wieder. 2001 wurde der Sneltrein nach Schiphol und Hoofddorp verlängert und ein zusätzlicher HVZ-Sneltrein zwischen Lelystad und Schiphol über Amsterdam Zuid eingelegt.

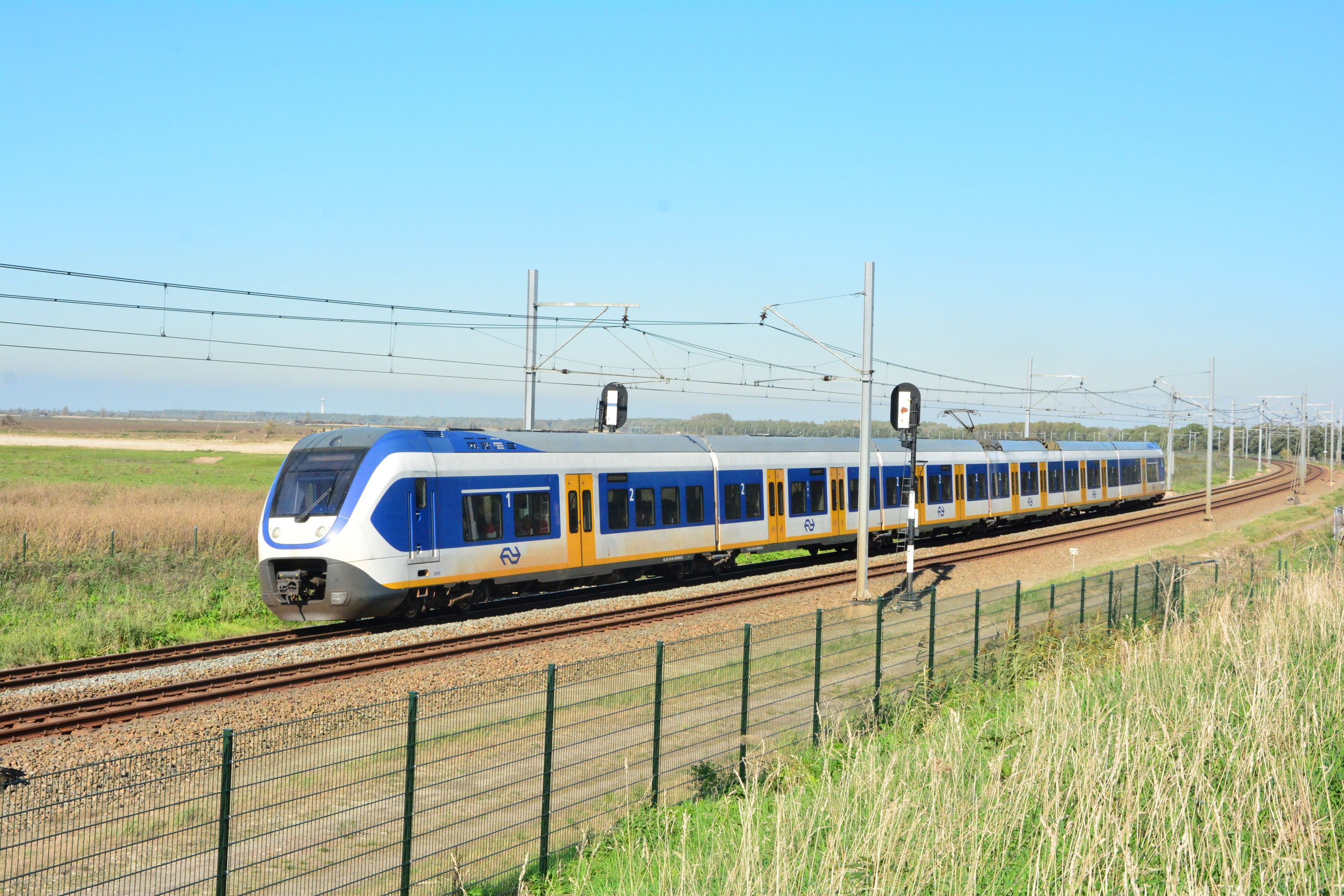
SLT 2640 als Sprinter Zwolle – Amsterdam am Rande des Naturentwicklungsgebiets Oostvaardersplassen, 2018

Die nächste größere Fahrplanänderung ging einher mit der Inbetriebnahme des Bahnhofs Almere Oostvaarders und des Gooiboog. Auf der Strecke fuhren jeweils halbstündlich ein Sneltrein Lelystad – Amsterdam Centraal – Hoofddorp sowie die Stoptreinverbindungen Almere Oostvaarders – Utrecht Centraal, Almere Oostvaarders – Amsterdam Centraal und Lelystad – Amsterdam Zuid – Hoofddorp. Zwei Jahre später werteten die NS den Stoptrein Richtung Utrecht zum Intercity auf. 2008 vereinigten die NS die Stoptreinverbindungen zwischen Almere Oostvaarders – Amsterdam Centraal und Amsterdam Centraal – Uitgeest / Alkmaar zu einem Zulauf. 2009 zog die NS den Stoptrein Richtung Amsterdam Zuid nach Almere Oostvaarders und den IC Richtung Utrecht nach Almere Centrum zurück. Gleichzeitig richtete sie einen zusätzlichen IC zwischen Lelystad und Schiphol ein, der 2011 nach Den Haag Centraal und Leiden Centraal verlängert wurde.
Mit Inbetriebnahme der Hanzelijn am 9. Dezember 2012 verkehren auf der Strecke die Intercity-Züge von Den Haag via Schiphol nach Zwolle und stündlich weiter nach Groningen beziehungsweise Leeuwarden sowie von Utrecht nach Almere Oostvaarders. Außerdem wird die Strecke durch die Stoptrein von Leiden Centraal nach Lelystad und von Amsterdam nach Zwolle bedient.

## Fahrzeugeinsatz

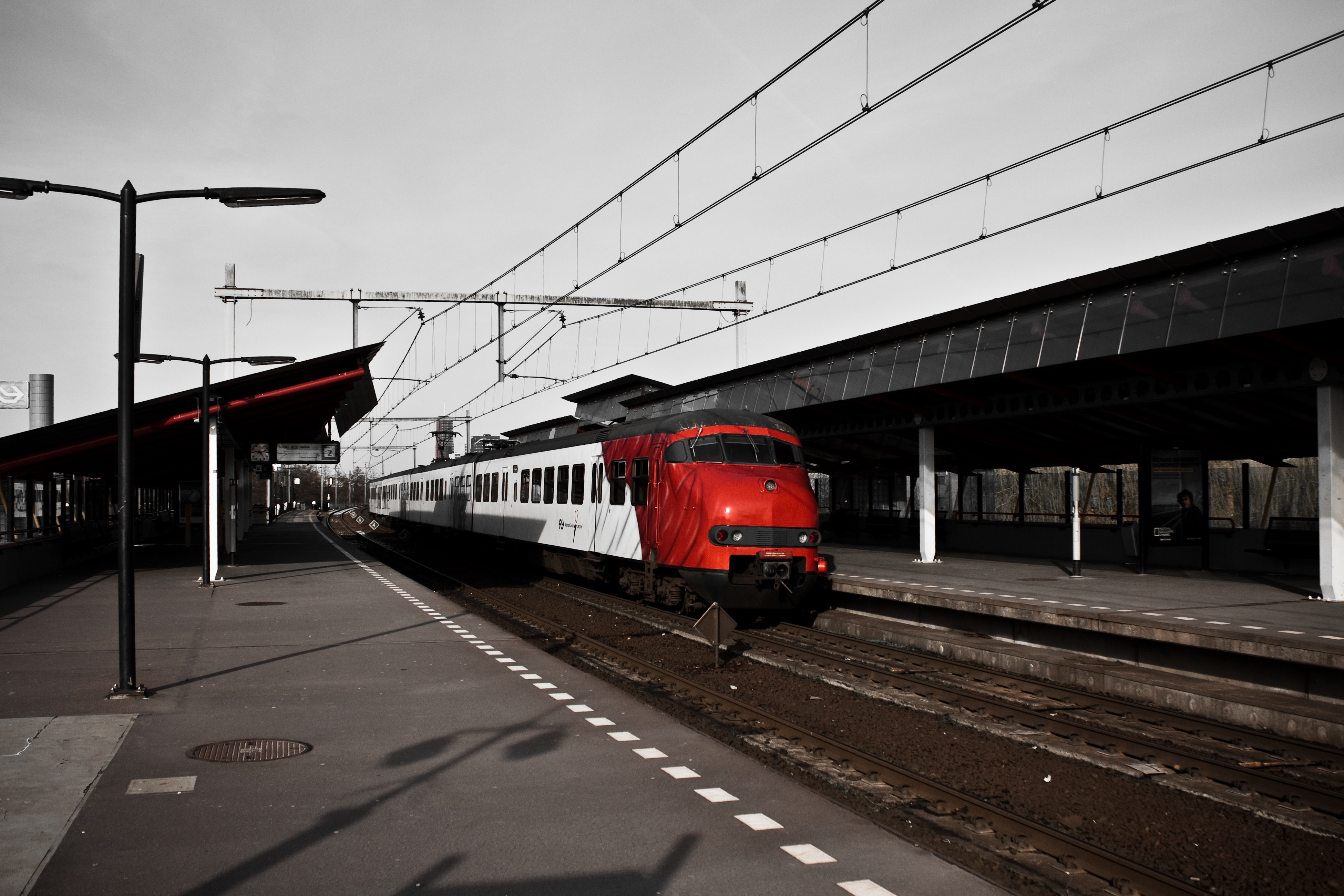
Mat ’64 in Almere Parkwijk, 2010

In den ersten Jahren kamen auf der Flevolijn hauptsächlich SGM- und ICM-Triebwagen zum Einsatz. Während des Berufsverkehrs setzte die NS auch Doppelstockzüge der Baureihe DDZ ein. Ab 1992 übernahm die Baureihe DD-AR einen Großteil der Leistungen. 2001 zog die NS die meisten SGM-Triebwagen von der Flevolijn ab und setzte an ihrer Stelle weitere ICM ein. Diese übernahmen nach der Eröffnung des Gooiboog auch die Leistungen nach Utrecht. Ab Dezember 2008 fuhren wieder Züge der Baureihe SGM auf der Strecke. Seit 2011 werden diese nach und nach durch die Baureihe SLT ersetzt. Die IC wurden ab der gleichen Zeit von DD-IRM gefahren.
Nach Eröffnung der Hanzelijn wurden die IC-Züge der neuen Relationen planmäßig von ICM übernommen, während auf den übrigen IC-Verbindungen die DD-IRM verblieben. Die Sprinterzüge wurden planmäßig von SLT übernommen. Die DD-AR-Züge zog die NS nach 20 Jahren von der Strecke ab.